# أنتوني سيلفا
أنتوني دومينغو سيلفا كانو (بالإسبانية: Antony Domingo Silva Cano) مواليد	27 فبراير 1984 م هو حارس مرمى كرة قدم في باراغواي يلعب في المنتخب الوطني باراغواي . شارك منتخب بلاده في كوبا أمريكا 2015 المقامة في تشيلي .

## روابط خارجية
- أنتوني سيلفا على موقع الاتحاد الدولي (مؤرشف)  (الإنجليزية)
- أنتوني سيلفا على موقع قاعدة بيانات كرة القدم.إي يو (الإنجليزية)
- أنتوني سيلفا على موقع ناشيونال فوتبول تيمز (الإنجليزية)
- أنتوني سيلفا على موقع Soccerway.com (الإنجليزية)
- أنتوني سيلفا على موقع عالم كرة القدم.نت (الإنجليزية)
- أنتوني سيلفا على موقع AS.com (الإسبانية)